# 김윤철 (연출가)
김윤철(1966년 11월 1일~ )은 대한민국의 드라마 연출가이다.
1991년 MBC 드라마본부 PD로 입사해 《질투》, 《마지막 승부》, 《사랑을 그대 품안에》 등 인기 드라마의 조연출을 거쳐, 1996년 일요 아침드라마 《짝》을 통해 연출자로 데뷔한 뒤 ‘베스트극장’, 8·15 특집 《미찌꼬》, 창사 특집기획드라마 《꽃보다 아름다운 그녀》 등 연출자의 주관이 뚜렷하게 드러나는 드라마에 주력했다. 2004년 모나코 몬테카를로에서 열린 제44회 몬테카를로 TV 페스티벌에서 고화질(HD) 특집 《MBC 베스트극장 - 늪》으로 최고 작품상을 수상하였으며, 2005년 전국적으로 '삼순이 열풍'을 일으킨 MBC 수목드라마《내 이름은 김삼순》으로 작품성과 흥행성을 모두 잡은 연출가로 평가받았다.

## 연출 작품

### 드라마
| 연도        | 제목                                                   | 역할 | 작가           | 참고      |
| ----------- | ------------------------------------------------------ | ---- | -------------- | --------- |
| 1995년      | MBC 베스트극장 《서울 블루스》                         | 연출 | 이정선         | 데뷔작    |
| 1994-1998년 | MBC 일요 아침드라마 《짝》                             | 연출 | 김인영, 최윤정 | 96년 이후 |
| 1998년      | MBC 베스트극장 《적들의 사회》                         | 연출 | 이진우         |           |
| 1998년      | MBC 베스트극장 《그녀의 화분 NO.1》                    | 연출 | 윤성희         |           |
| 1998년      | MBC 베스트극장 《마을 버스》                           | 연출 | 이형순         |           |
| 1999년      | MBC 베스트극장 《아버지의 밥상》                       | 연출 | 이정선         |           |
| 1999년      | MBC 8.15 특집극 《미찌꼬》                             | 연출 | 김인영         |           |
| 1999년      | MBC 베스트극장 《우리들이 사랑을 말할 때 하는 이야기》 | 연출 | 선경희         |           |
| 2000년      | MBC 베스트극장 《3억원의 장례》                        | 연출 | 정서원         |           |
| 2000년      | MBC 창사 특별기획드라마 《꽃보다 아름다운 그녀》       | 연출 | 소현경         |           |
| 2003년      | MBC 베스트극장 《늪》                                  | 연출 | 도현정         |           |
| 2005년      | MBC 수목미니시리즈 《내 이름은 김삼순》                | 연출 | 김도우         |           |
| 2007년      | MBC HD 주말 특별기획 《케세라세라》                    | 연출 | 도현정         |           |
| 2010년      | 한일 합작 드라마 《피그말리온의 사랑》                 | 연출 | 박기복         |           |
| 2010년      | MBC 일요 드라마극장 《주부 김광자의 제3활동》          | 연출 | 배희영         |           |
| 2012년      | JTBC 드라마 스페셜 《우리가 결혼할 수 있을까》         | 연출 | 하명희         |           |
| 2014년      | JTBC 월화드라마 《우리가 사랑할 수 있을까》            | 연출 | 박민정         |           |
| 2016년      | JTBC 금토드라마 마담 앙트완                            | 연출 | 홍진아         |           |
| 2017년      | JTBC 금토드라마 《품위있는 그녀》                      | 연출 | 백미경         |           |
| 2018년      | tvN 월화드라마 《계룡선녀전》                          | 연출 | 유경선         |           |
| 2022        | TV조선 토일드라마 마녀는 살아있다                      | 연출 |                |           |

### 영화
| 연도   | 제목            | 역할 | 참고   |
| ------ | --------------- | ---- | ------ |
| 2009년 | 《결혼식 후에》 | 감독 | 데뷔작 |

## 수상 경력
- 2004년 제44회 몬테카를로 TV 페스티벌 골드님프상 - 《MBC 베스트극장 - 늪》[2]
- 2006년 제1회 서울드라마어워즈 미니시리즈 최우수 작품상 - MBC 수목미니시리즈 《내 이름은 김삼순》
- 2010년 대한민국 디지털콘텐츠 대상 - 한일 합작드라마 《피그말리온의 사랑》[3]